# Syndrome de régression caudale
 Mise en garde médicale

Le syndrome de régression caudale est une maladie congénitale caractérisée par une agénésie des vertèbres sacrées et coccygiennes.  Il se produit à un rythme d'environ un par 25 000 naissances vivantes.

## Cas notables
- Johnny Eck (1911-1991), artiste de cirque et acteur américain.
- Zion Clark (1997-), lutteur américain.
- Ghanim Muhammad Al-Muftah (2002-), entrepreneur, youtubeur et philanthrope qatari.